# Agrilus bucephalus
Agrilus bucephalus es una especie de insecto del género Agrilus, familia Buprestidae, orden Coleoptera.
Fue descrita científicamente por Daniel, 1903.